# 短頜鱂脂鯉屬
短頜鱂脂鯉屬（学名：Copeina）是鱂脂鯉科下的一个属，又名短頜鮰脂鯉屬。

## 下属物种
本属包括以下物种：
- 紅點短頜鱂脂鯉 Copeina guttata (Steindachner, 1876)
- 奧氏短頜鱂脂鯉 Copeina osgoodi Eigenmann, 1922